# Pervyj Oskar
Pervyj Oskar (russisk: Первый Оскар, da.: Første Oscar) er en russisk spillefilm fra 2022 instrueret af Sergej Mokritskij.

## Medvirkende
- Tikhon Zjiznevskij som Ivan Maiskij
- Anton Momot som Lev Alperin
- Darja Zjovner som Juna
- Andrej Merzlikin som Ilja Kopalin
- Nikita Tarasov som Leonid Varlamov
- Vasilij Misjjenko
- Stanislav Strelkov som Nikolaj Vlasik
- Sergej Puskepalis